# Pâncota
Pâncota (in ungherese Pankota) è una città della Romania di 7 587 abitanti, ubicata nel distretto di Arad, nella regione storica della Transilvania.
Le origini della città risalgono ad un'abbazia la cui presenza risulta documentata sin dal 1216.

## Geografia fisica
La città si trova nel sud-ovest della Vale Zarand, ed è attraversata del ruscello Sodom la cui sorgente si trova nelle Montagne Highish a 25 km da Pancota. Le località limitrofe sono a nord Zarand e Seleush, a est Tarnova, a sud Shiria e a ovest Santana.
Secondo la tradizione locale il vecchio sito della città si trovava ai piedi della Collina Pelegù (del calvo), alle Corti Vecchie. Il prete romano-cattolico Sherban di Ineu menziona in una delle sue annotazioni che il nome Pancota deriverebbe dal latino pan cubitum che significherebbe "angolo di collina" o "la fine della collina".

## Storia
Secondo lo storico Marki Sandor, nel 1216 d.C. la popolazione locale si trovava sotto giurisdizione di un'abbazia il cui abate era un certo Andreas.
Ripetutamente la località è stata distrutta da diversi invasori. I turchi hanno ripetutamente conquistato la città, fino al 1687 quando la città è annessa all'Impero Asburgico; dal 1867 entra a far parte dell'Impero Austro-Ungarico fino al 1918, l'anno della Grande Unione Rumena. Rinomato centro manifatturiero, Pâncota era molto conosciuta per i suoi mercati e le sue fiere.

## Economia
L'economia della città conosce una forte crescita in tutti i settori di attività. I settori più dinamici sono quelli dell'edilizia, dell'arredamento, l'alimentare e vinicola.

## Società

### Evoluzione demografica
Nel 2009 contava 7 587 abitanti, divisi dal punto di vista etnico in: 79,3% rumeni, 8,4% ungari, 8,2% rom, 3% tedeschi, 0,3% slovacchi.